# Pandanus tectorius
Pandanus tectorius je ovocný strom z rodu Pandanus z čeledi pandánovité. První popis druhu publikoval Sydney C. Parkinson roku 1773. Název má řadu synonym, například Pandanus veitchii.
Druh roste na tropických ostrovech Pacifiku, mimo jiné je jediným druhem rozsáhlého rodu Pandanus, který patří k původní flóře Havajských ostrovů. Na Havaji se strom nazývá pū hala.

## Popis
Pandanus tectorius je stálezelený strom s kmenem kolem 6 metrů, někdy až 10 metrů vysokým. Vytváří rozložitou korunu o průměru asi 5 až 12 metrů a chůdovité kořeny, které zvyšují jeho stabilitu.
Podlouhlé mečovité spirálovitě uspořádané listy jsou 90–150 cm dlouhé a 5–7 cm široké. Mají ostré okraje a vyzbrojené trny. Existují i kultivary bez trnů.
Pandanus tectorius je dvoudomý. Na samčích stromech se na krémově bílých velkých listenech tvoří hrozny četných malých, vonných samčích květů. Na samičích stromech zrají jedlá, 20 až 30 cm velká ananasům podobná oranžově červená plodenství, složená z mnohosemenných klínovitých peckovic.
Rozdíl mezi samčími a samičími rostlinami je také ve dřevě: samčí kmeny mají po celém průřezu tvrdé, dřevnaté pletivo; u samičích jsou tvrdé a dřevnaté pouze okraje, zatímco střed je měkký a vláknitý. Po odstranění měkkých částí byly tyto kmeny kdysi používány jako vodovodní potrubí.

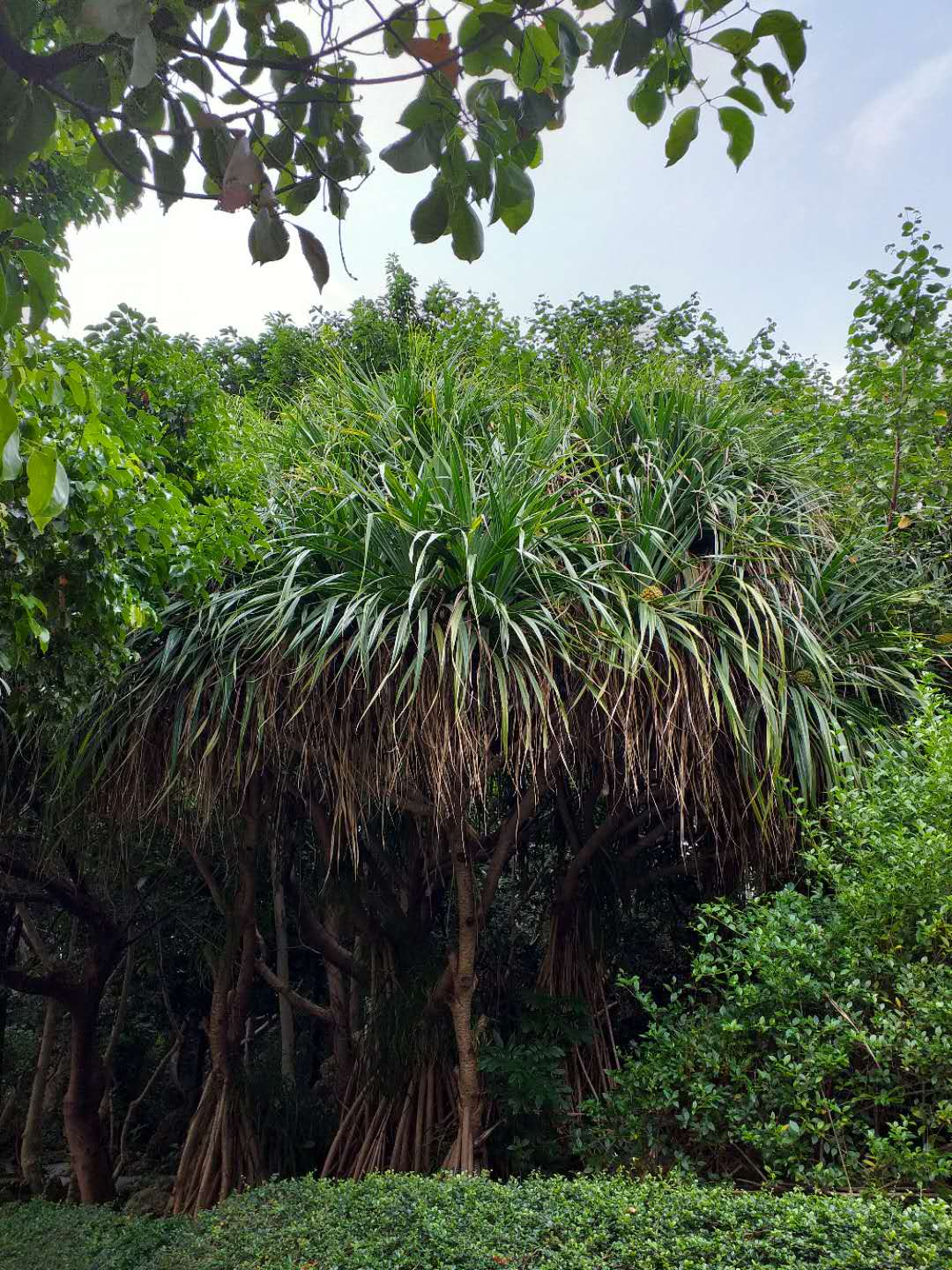
Pandanus tectorius
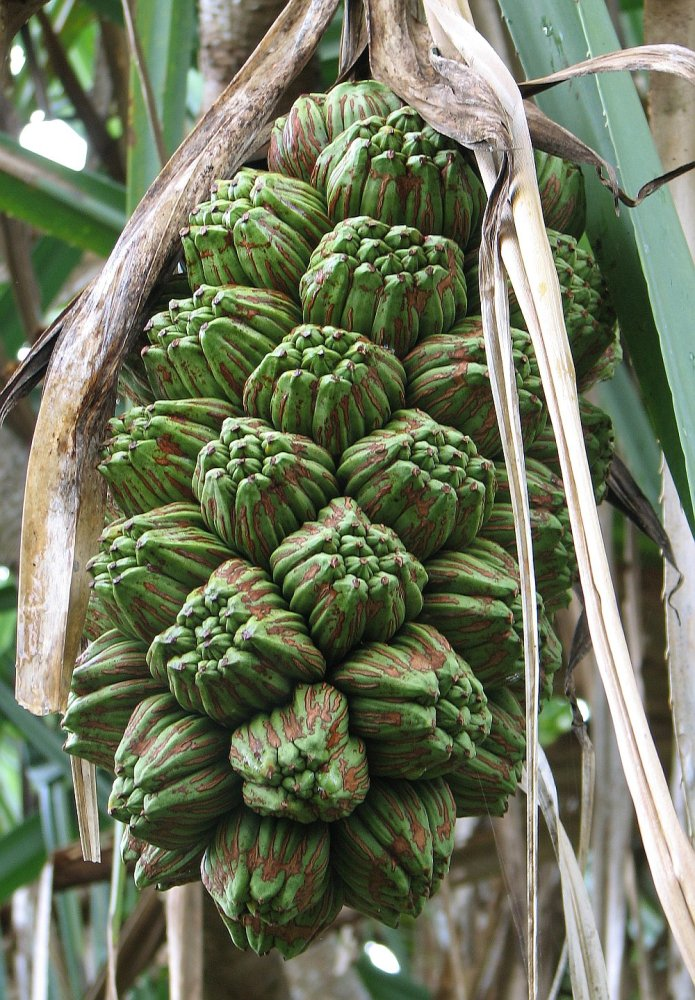
Nezralé ovoce
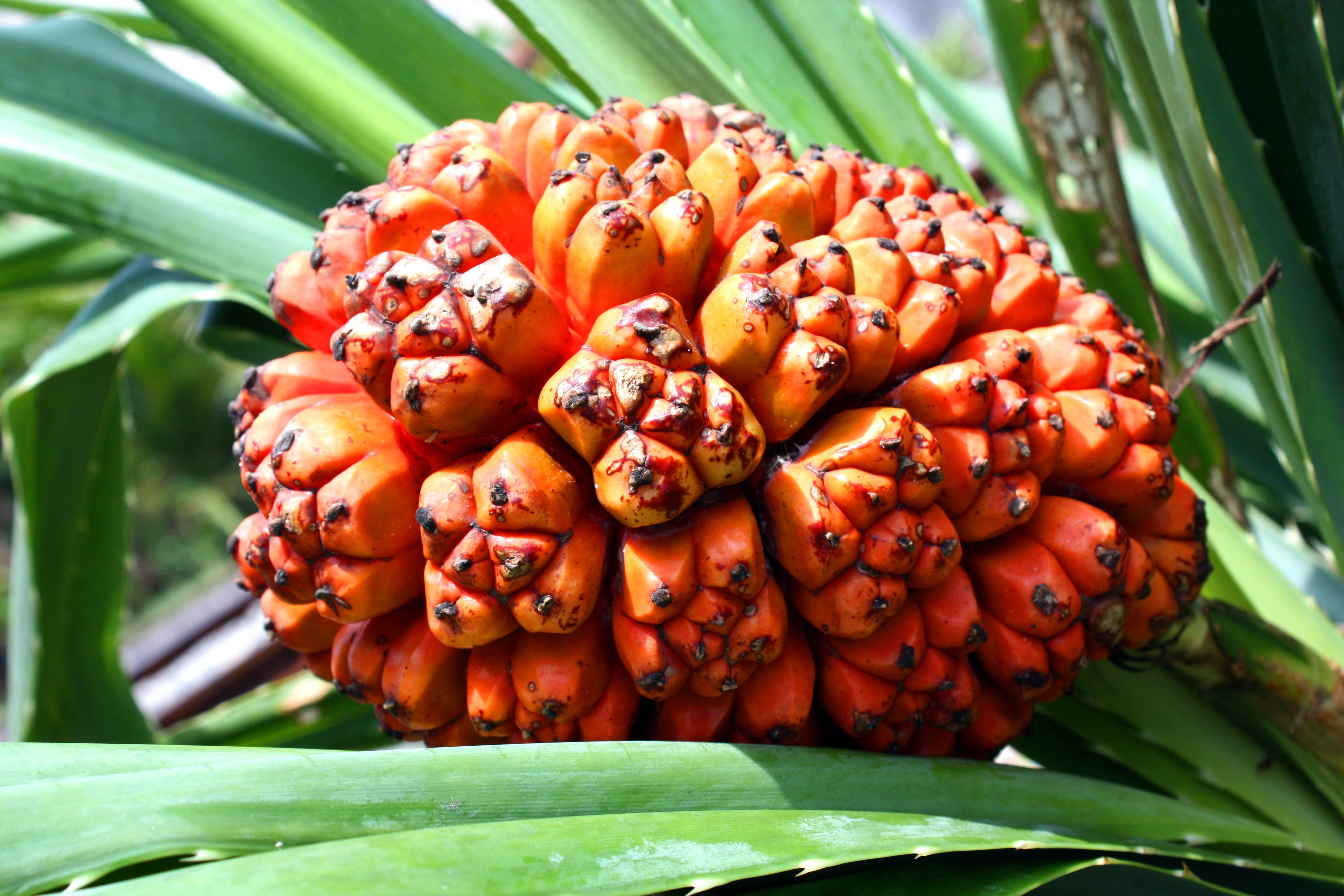
Zralé ovoce

## Rozšíření
Domovina Pandanus tectorius sahá od severní Austrálie a Indonésie přes velké množství tichomořských ostrovů až po Havaj. Původní rozšíření není známo; předpokládá se totiž, že Polynésané druh rozšířili jako kulturní rostlinu. Snad se původní oblast rozšíření nachází někde mezi Filipínami a ostrovy v Pacifiku.
Dnes se tento druh pěstuje i v jiných částech světa, zejména v Indii, na Srí Lance, v Myanmaru a na Filipínách.

## Využití

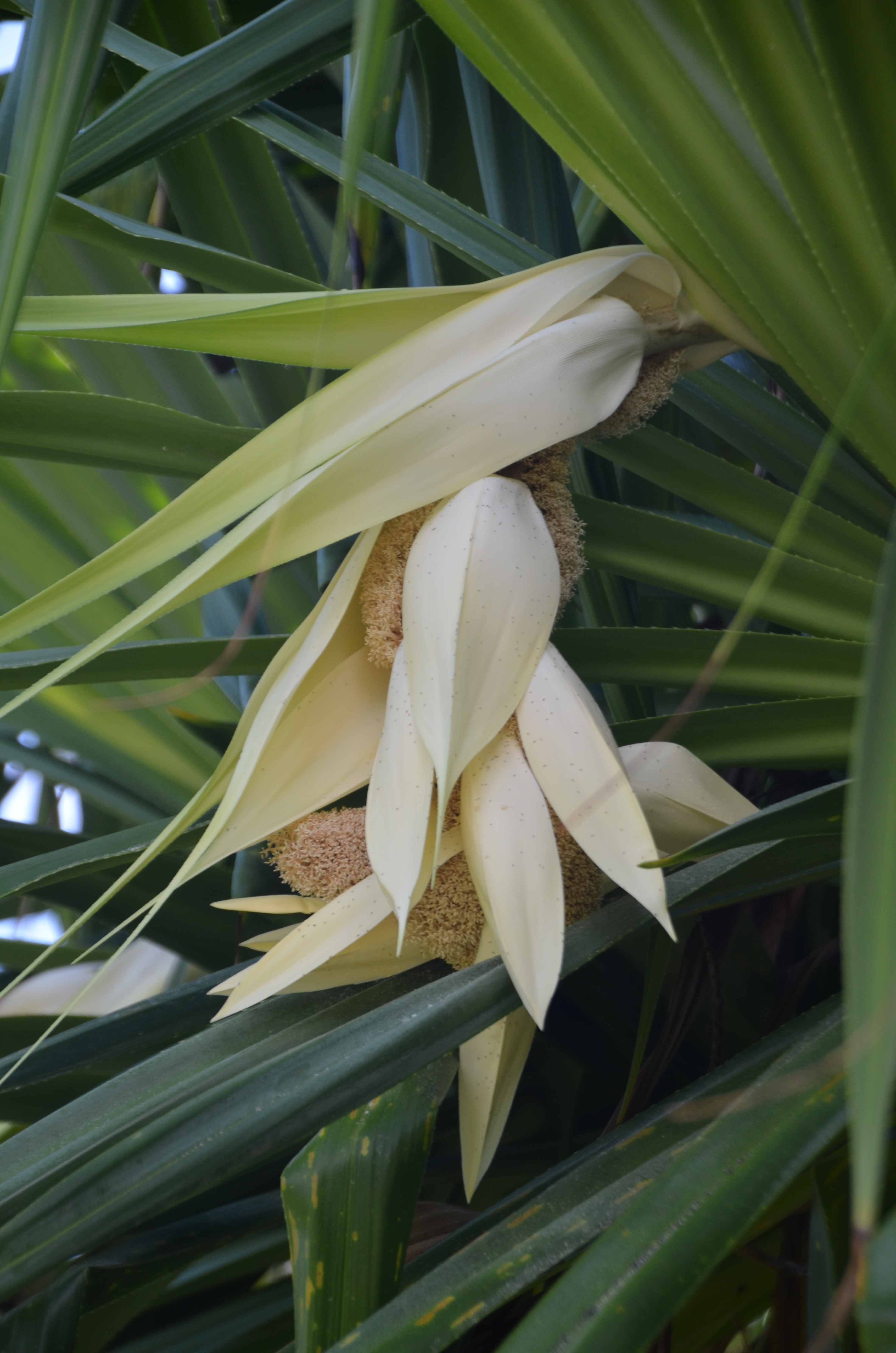
Samčí květy

Na Havaji se samčí květ nazývá hīnano, z jeho listenů se vyrábějí velmi jemné rohože (moena hīnano nebo ʻahu hīnano).
Listy se přidávají jako koření do některých pokrmů, jako je kaya; údajně mají i léčivé účinky.
Listy se dříve používaly i jako střešní krytina; dnes se z nich vyrábí různé vyplétané výrobky. Z úzkých pruhů listí se vyráběly a vyrábějí deky na spaní, vějíře, sandály, košíky atd. (na Havaji: Lauhala), dnes především pro turisty.
Samotné ovoce se jí pouze vařené. Semena jsou také jedlá, stejně jako poupata a květy.
Z květů se destiluje vonná tekutina (kewra), která se používá k dochucení dezertů a nápojů.